# جين سعيد مقدسي
جين سعيد مقدسي كاتبة فلسطينية ولدت في القدس، وهي شقيقة إدوارد سعيد وتنقلت بين مصر والولايات المتحدة الاميركية قبل ان تستقر في بيروت عام 1972. درست في الجامعة اللبنانية الأمريكية. أنشأت مع عدد من الباحثات اللبنانيات تجمع «باحثات». 

## مسيرتها الأدبية
أصدرت العديد من الكتب متل: “شتات بيروت: مذكرات حرب 1975-1990” ، والذي قالت عنه "شتات بيروت: مذكرات حرب” هي سيرة شخصية عن الحياة والمثابرة في خضم المراحل المتعددة للحرب الأهلية في لبنان. في إحدى فصول الكتاب، نلتمس بعضاً من الفكاهة، ولو مريرة، في تقديم الكاتبة لمعجم للعبارات والكلمات التي درجت خلال الحرب. وفي فصل آخر، تتناول جين الحياة الاجتماعية والاقتصادية لبيروت، وتجربة أن تكون في شارع الحمرا حين تنطلق أصوات إطلاق النار. وهناك فصل مخصص للاجتياح الإسرائيلي عام 1982، كما تسرد الكاتبة عن تجربتها في ربيع 1989، والإصرار على الحياة رغم الدمار والخوف والإحساس بفقدان الأمل.
و كتاب "“جدتي، أمي وأنا: ثلاث أجيال من النسوة العربيات"، والذي قالت عنه "أمّا كتابي الثاني، “جدّتي، أمّي وأنا”، فكان ذات طبيعة مختلفة تماماً. كان “شتات بيروت” قد صدر حديثاً، لإشادة إيجابية من النقّاد، وكانت والدتي قد توفيت منذ فترة وجيزة. كنت أشعر بفقدانها بشدّة. كنت قد فكّرت منذ زمن بالكتابة عنها، وعن والدتها التي أحببت كثيراً والتي غالباً ما عاشت معنا. لذا بدأت مع ما ظننته سيكون سرد بسيط ونوستالجي ومحب عن حياتهما. لكن حين بدأت أكتب اكتشفت إلى أي مدى لا أعرف عنهما، عن أين تعلمتا، عن والديهما، الخ. ففهمت حينها بأن عليّ أن أقوم بالأبحاث. لكن لم يكن لدي علم بكمية البحث الذي سأقوم به. اضطريت ان ابتدع نظام بحث خاص فيّ  لأنه لم يكن هناك أثر عن حيوات النساء في التاريخ المعروف، والذي ذهبت إليه بكثير من التوقّع. لذا، على الرغم من أن قراءاتي في التاريخ كانت مفيدة للغاية في إعادة تركيب الماضي السياسي والتاريخي، لكنها لم تفدني في محاولتي لفهم حياة أمي وجدتي. فعملت لسنتين في اقتفاء أثر تاريخ العائلة، والتي عادة ما هو مبني على الحكايات والإشاعات، وشجرة العائلة (التي دائماً تستغني عن النساء رغم لا منطق هذا الحذف) ووجدت رسائل قديمة، أي بشكل عام التنقيب عن ماضٍ ضائع. يكفي القول أن كتابة هذا الكتاب كان مدروساً أكثر من الكتاب الذي سبقه".         
كما حررت كتاب" سيرين حسيني شهيد، ذكريات القدس" والذي يروي سيرة حياة  كاتبة فلسطينية من مواليد القدس 1920 ومن عائلة حسيني العريقة في فلسطين، وقد قررت جين مقدسي ان تعمل على سيرة سيرين الحسيني، لان " كانت سيرين في الثمانينات حين أتت عندي مرة مع بعض الأوراق، حكايات صغيرة وقصص قصيرة عن طفولتها وشبابها في القدس والتي كانت تكتبه، وسألتني رأيي عن إذا ما عليها الاستمرار، وإن كان عليها محاولة نشرها. وحسب الايديولوجية النسوية الواردة في الأسفل، كان رأي أنها بالطبع عليها أن تستمر وتنشر، لأن بالرغم من صغر القصص، إذ كانت صفحتين أو ثلاث، وبالرغم من أنها تصف أحداث خاصة، شعرت بأن سيرة ذاتية لفلسطين، وخصوصاً بقلم النساء، وبالأخص حين تكون الفتيات محور القصة والتي قليلاً ما نكتب عنهن في العالم العربي".